# Dům Bedřicha Honzáka
Dům Bedřicha Honzáka je činžovní dům na náměstí 5. května v Hradci Králové.

## Historie
Investor, primář královéhradecké nemocnice Bedřich Honzák, se ve třicátých letech 20. století rozhodl investovat do nemovitostí a postavit nájemní dům. O architektonický návrh požádal svoji neteř Miladu Petříkovou-Pavlíkovou a jejího manžela Theodora Petříka, kteří pro něj již ve 20. letech projektovali rodinnou vilu. Stavba pak byla realizována v letech 1931–1932 pod vedením stavitele Jana Krause.

## Architektura
Dům vytváří jedno z klíčových nároží blokové prvorepublikové zástavby v Hradci Králové, a to při vyústění třídy Karla IV. do náměstí 5. května.
Petříkovi zde ve své tvorbě ustoupili od dekorativismu a fasádu pojali puristicky, jako jednolitou nečleněnou plochu, prolomenou pouze okny. V přízemí byly umístěny skleněné výkladce obchodů – původně bylo počítáno se čtyřmi obchody a jedním dvoupokojovým bytem (v západní části domu), alternativní projekt pak obsahoval pět obchodů. V každém z vyšších pater byly navrženy tři rozlehlé třípokojové byty, a to vždy včetně samostatné koupelny, toalety a pokojíku pro služku. Komunikační osou stavby je uprostřed domu umístěné půlkruhové schodiště s původně plánovanou šachtou pro výtah. Průčelí je završeno zapuštěnou krytou lodžií.